# 世界おもしろネットワーク
『世界おもしろネットワーク』（せかいおもしろネットワーク）は、1981年10月16日から1982年2月26日までテレビ東京で放送されていた情報番組である。テレビ東京とイーストの共同製作。放送時間は毎週金曜 20:00 - 20:54 （日本標準時）。

## 概要
世界の楽しいニュースと情報を紹介していた番組で、関口宏が司会を、三波春夫、竹村健一、ビートたけしがニュースと情報の解説役を務めていた。

## 出演者

### 司会
- 関口宏

### キャスター
- 三波春夫
- 竹村健一
- ビートたけし

## スタッフ
- 製作：テレビ東京、イースト